# Греческие операционные группы
Греческие операционные группы (англ.  Greek Operational Groups), первоначально Батальон 122 англ. 122nd Infantry Battalion) — подразделения спецназа США из числа американских граждан греческого происхождения, действовавшие на территории Греции в последние годы Второй мировой войны. Поскольку подразделения состояли в Управлении стратегических служб США, их деятельность оставалась засекреченной на протяжении нескольких десятилетий после войны (до 1994 года).

## Предыстория создания греческих операционных групп
Управление стратегических служб США (Office of Strategic Services), созданное в годы Второй мировой войны, было предшественником ЦРУ.
При президенте Рузвельте США использовали OSS как «инструмент высокой стратегии», для успешного результата которого сотрудничали тактические и специальные силы.
Согласно секретного плана, последовали операции немногочисленных групп спецназа OSS различного национального происхождения.
Важной особенностью OSS было двойное национальное происхождение его диверсантов, что позволяло контакт с потенциалом местного Сопротивления. Диверсанты внедрились в оккупированную Европу, следуя секретному плану, малыми группами, специально подготовленных американских добровольцев различного этнического происхождения (греки, югославы, итальянцы, французы и норвежцы).

## Батальон 122
В рамках этой политики был сформирован 122-й пехотный батальон. Номер имел символический характер, поскольку в 1943 году исполнилось 122 года с начала Освободительной войны Греции против турок в 1821 году. Лозунгом батальона стал лозунг «СВОБОДА ИЛИ СМЕРТЬ», часто встречаемый на знамёнах эпохи Освободительной войны Греции.
122-й пехотный (греческий) батальон (122nd Infantry Battalion) был создан в январе 1943 года, приказом за подписью президента Рузвельта. Предполагалось, что батальон будет послан в оккупированную странами Оси Грецию. Базой батальона стал Camp Carson, Colorado, в предгорьях гор Шайен. Местность напоминала многие регионы Греции.
Батальон был сформирован из американских граждан греческого происхождения и граждан Греции, оказавшихся на тот момент на территории США (моряков греческого торгового флота, недавно прибывших эмигрантов, не имевших американского гражданства). Средний возраст греческих граждан был несколько выше возраста американских граждан. В батальон были зачислены несколько офицеров негреческого происхождения, критерием отбора которых однако было хорошее знание греческого языка. Некоторые из них, как например лейтенант Robert F. Houlihan, получили назначение в батальон, по причине того, что изучали классическую Грецию в колледже.
Командование батальоном принял Питер Демосфен Кленос (Πήτερ Δημοσθένης Κλένος, род. Спарта, 1907), (вероятно) первый выпускник военной академии Вест-Пойнт, греческого происхождения.
До своей службы в американской армии Кленос был одним из двух основателей Греко-американского братства "Дети Перикла", предшественника организации AHEPA (American Hellenic Educational Progressive Association).
Это был первый раз, когда две группы греков США, американские и греческие граждане, служили в одной и той же американской воинской части.
Греческие граждане учили английский у греко-американцев, которые в свою очередь, в контакте с первыми, совершенствовали свой греческий язык.
Подготовка батальона превосходила базовую подготовку американской армии. Новобранцы греческого батальона получали ускоренный курс подготовки, под руководством лейтенанта Статакоса. Базовая подготовка проходила утром. Специализированная подготовка проходила в полдень.
Через 22 дня майор Кленос повёл батальон в первый из многочисленных изнурительных походов.
В состав батальона входили 5 рот: Роты A, B, C, D, и штаб. A, B, и C были стрелковыми ротами; D была ротой тяжёлого вооружения. Штабная рота, кроме командного и вспомогательного персонала, располагала взводом орудий 37 мм. По одним источникам численный состав батальона достиг 650 солдат и офицеров, по другим батальон никогда не достиг полного штатного состава.
Сформированный батальон в начале июня 1943 года был инспектирован президентом Рузвельтом и генералом Джорджем Маршллом. Батальон промаршировал перед ними с развёрнутыми греческим и американскими флагами, «что не имело раннее прецедента с воинской частью американской армии»:66.

## Греческая операционная группа
Как пишет в своей книге Андреас Мусалимас (Andrew S. Mousalimas), к августу 1943 года батальон завершил свою подготовку в Camp Carson.
Между тем, в июне 1943 года, по предложению Уильяма Донована, директора OSS, Комитет начальников штабов приступил к организации итальянских, греческих, югославских, французских, немецких и норвежских операционных групп, состоящих из специально подобранных, обученных и закалённых солдат армии США, способных вести войну в тылу врага.
Появление трёх офицеров OSS, прибывших в августе в Camp Carson, и объявленное ими принятое решение о расформировании Греческого батальона шокировало её солдат, которые ожидали отправки в Грецию в полном составе. Вместо этого офицеры OSS предложили добровольцам вступить в специальные операционные группы OSS. Было намечено, что они будут действовать в тылу врага в Греции, что требовало чтобы солдаты говорили по гречески, были в отличном физическом состоянии для подготовки в роли коммандо и парашютистов. OSS информировал добровольцев, что это будут опасные обязанности и потери будут очень высокими. Весь батальон, как позже вспоминал полковник Кленос, выразил желание вступить в операционные группы. Первоначально OSS запросил 15 добровольцев, но после смотра батальона число возросло до 160. (Это число возросло к декабрю 1944 года до 17 офицеров и 205 рядовых).
Кленос писал позже, что в отличие от других этнических операционных групп OSS, набранных из различных армейских подразделений, личный состав Греческого батальона прошёл семимесячную подготовку, греческие добровольцы были готовы к бою до получения дополнительной подготовки OSS в Мэриленде. Кленос пишет, что «без сомнения, „Греки“ были наиболее подготовленной этнической операционной группой, на момент отправки в Европу». 15 офицеров из 122-го (Греческого) батальона, которые вступили в Греческую операционную группу OSS, в конечном счёте приняли участие в боевых действиях в Греции и Югославии. Сам 122-й батальон был расформирован в сентябре 1943 году. Солдаты Греческого батальона не вошедшие в операционные группы OSS были переведены в другие соединения армии.

## В Египте
Греко-американские коммандо были зачислены в блок В, третьего контингента (Unit B, third Contingent). Впоследствии 185 человек (16 офицеров и 169 нижних чинов) были отправлены морем в Египет 23 января 1944 года. Особый энтузиазм вызвали у состава греко-американской операционной группы увиденные ими в Порт-Саиде корабли греческого военно-морского флота, в частности ветерана и славу греческого флота броненосца «Авероф»
С другой стороны, для греческих моряков было неожиданностью, что целая американская часть говорит по-гречески.
Греко-американское соединение в Египте было вновь разделено на две части. Группы 1, 2, и 5 были посланы в Хайфу, для подготовки в прыжках с парашютом.
Эти группы были посланы затем в Бриндизи, Италия, после чего весной 1944 года десантировались с воздуха в Грецию. Группы 3, 4, и 6 были посланы из Александрии на британском корабле HMS Stratfordshire в Таранто, Италия.
Отдельным греко-американским коммандосам был дан приказ оставаться в Египте или Италии.

## Югославия
Несмотря на выраженное недовольство, три греческие операционные группы были посланы вместо Греции в Югославию и были назначены к отправке на остров Вис. Вис был самым отдалённым островом от далматийского побережья и здесь находилась ставка Иосипа Броз Тито.
16 февраля 1944 года, греческие группы 3, 4 и 6 были отправлены на торпедных катерах из Бари в Вис. Совместно с англичанами, югославскими партизанами и американской югославской операционной группой (в действительности смешанной греко-югославской), греко-американские операционные группы совершали налёты на немецкие гарнизоны на далматийском побережье и островах, которые за исключением Виса все были оккупированы немцами.
Греко-американские операционные группы приняли участие в рейдах на острова Брач, Шолта (дважды), Корчула, Млет и Хвар. Кроме этого они приняли участие в многочисленных разведывательных операциях в регионах прибрежных городов Сплит и Дубровник.
В мае т. н. югославская операционная группа (в действительности смешанная греко-югославская группа, поскольку включала в себя 29 греков), была послана морем в Бриндизи, откуда парашютировалась на греческий Пелопоннес, тогда она именовалась греческой операционной группой 7.
Пробыв несколько недель на греческой территории и выполнив поставленное ей задание, группа 7 вернулась на остров Вис.

## Возвращение в Италию
Солдаты греко-американских операционных групп действовавшие в Югославии переживали, что они не успеют присоединиться к трём другим группам, действовавшим в Греции, до освобождения страны греческими партизанами.
Наконец в июле 1944 года, греко-американские группы получили приказ оставить остров Вис и вернутся в Бари, Италия. Группы расположились в лагере Torre Mare, который получил имя греко-американского капрала Георгия Каллициса (George Kallitsis) погибшего в Югославии и похороненного на острове Вис.
Группы 3 и 6 получили приказ высадиться в Греции с моря.
Группа 4 получила приказ отправиться в британскую школу парашютистов, для подготовки десантирования с воздуха.

## Операции в Греции
В операциях в Греции приняли участие подразделения OSS которые делились на Операционные группы (OG — Operational Groups), Секретные службы (SI — Secret Intelligence), Специальные операции (SO — Special Operations) и MO (Moral Operations). Ветви вступившие в Грецию подчинялись двум службам — Департаменту информации и Департаменту военных операций:62.
В общей сложности и начиная с апреля 1944 года, Грецию проникли 8 операционных групп OSS, насчитывающих 174 человека (15 офицеров и 159 рядовых) Ещё более маленькие группы, по 2-4 человека, действовали в рамках других частей OSS: группы специальных миссий действовали в приграничном Эвросе, на стыке границ Греции, Болгарии и Турции, и на Крите, группы специальной службы информации собирали экономическую и военную информацию в Афинах, в регионе города Карпенисион, на острове Эвбея, в регионах Лакония и Эпир.
Список операционных греко-американских групп OSS, действовавших в Греции и дата их прибытия.
- Группа I, 23 апреля 1944, Эпир, командир капитан Вергис. Группа высадилась с моря в районе города Парга.
- Группа II, 18 июня 1944, Средняя Греция, командир лейтенант Джон (Яннис) Яннарис. Группа базировалась в 25 милях к юго-западу от города Ламия.
- Группа III, 19 июля 1944, Фессалия, командир лейтенант Михаил Манусос. Группа высадилась с моря и расположилась к востоку от города Элассона.
- Группа IV, 8 сентября Восточная Македония, командир капитан Eichler. Группа парашютировалась к северо-востоку от города Драма.
- Группа V, 21 мая Центральная Македония, командир лейтенант Георгиос Папазоглу. Группа высадилась с моря и обосновалась в горах Пайко.
- Группа VI, 19 июля Олимп, командир Джордж (Георгиос) Гумас. Группа высадилась с моря.
- Группа VII, 16 мая Пелопоннес, командир капитан Andy Rogers. Группа была частью Балканской операционной группы (Balkan Operational Group) и имела смешанный греко-югославский состав. Группа парашютировалась на севере полуострова.
- Группа VIII, 16 июля Центральная Македония, командир группы капитан Ronald Darr. В действительности это была всё та же группа VII, вернувшаяся в Грецию. Группа, при поддержке группы I, высадилась на побережье Эпира и обосновалась в горах Вермион на стыке Центральной и Западной Македонии[14].

## Группа I
Группа высадилась в Эпире, где на месте обнаружила специфические военно-политические условия. Как это описывает ветеран Джон Бакос: «Мне казалось невероятным что две основные партизанские армии ЭЛАС и ЭДЕС установили между контролируемыми ими районами настоящую границу, и с трудом терпели друг друга».
Группа привезла с собой новые образцы автоматов Браунинг и рации малого радиуса, которые впервые были использованы американцами в Европе, раньше  даже, чем  произошла высадка в Нормандии, как отмечает Скотт Хэтэуэй, бывший сотрудник американского посольства в Греции. Он же отмечает в отношении бойцов группы, «чувство долга, который пронизывал их, долг который они чувствовали по отношению к своим родителям и дедам».

## Эврос
Особым случаем операционной деятельности OSS в Греции был приграничный Эврос.
В 1944 году немногочисленная группа греко-американских диверсантов, в сотрудничестве с греческими партизанами ЭЛАС, взорвала два моста на территории Греции и Болгарии, перерезав железнодорожную сеть для перевозки грузов хромовой руды из «нейтральной» Турции в Германию. Это была одна из основных диверсионных задач союзников с начала войны:69.
Операция предполагалась совместной американо-британской (SOE — OSS), но стала только американской после двух неудачных британских операций с той же задачей.
Группа Эвроса была единственной американской группой, которая напрямую сотрудничала с греческими коммунистами, но даже в этой операции предоставление военных материалов производилось под тесным контролем британских служб в Каире и с такими мерами безопасности, чтобы избежать вооружение коммунистических отрядов союзным оружием и боеприпасами:70.

## 4-я группа и болгарский эпизод

### Вылет 4-й группы
Вылет группы 4 из Бриндизи откладывался два раза. В третий раз, в августе 1944 года, группа (в общей сложности 24 солдат и офицеров) вылетела на двух американских C-47.
Группа парашютировалась над горным плато Оропедио севернее Драмы, недалеко от границы Греции и Болгарии. Группа была встречена (подобрана) пятьюдесятью партизанами ЭЛАС и четырьмя  офицерами британской миссии.
Союзники негласно согласовали, что Греция была британской зоной влияния (Тегеранская конференция, декабрь 1943). С помощью партизан ЭЛАС, Группа обосновалась в горах и действовала севернее города Драма и восточнее реки Нестос. Греко-американцы вскоре обнаружили, что несмотря на то, что они были союзниками, у греческих партизан были натянутые отношения с англичанами, в силу того что последние предпочитали чтобы после войны Грецией правили монархисты. Англичане приказали американским солдатам не говорить с партизанами и населением по гречески. Греко-американцы сочли приказ позорным, но будучи солдатами исполняли приказ, хотя часто во сне говорили по гречески.

### Предыстория болгарского эпизода
Регион в котором действовала группа 4, как и весь регион Восточной Македонии и Фракии, был представлен немцами для оккупации болгарам, освобождая тем самым немецкие дивизии для отправки на Восточный фронт.
Особенностью болгарской зоны было то, что болгары спешили объявить её территорией Болгарии, осуществляя таким образом, с помощью немцев, свои давние претензии на Македонию и Западную Фракию. В рамках политики болгаризации региона, греческие священники были изгнаны, греческие школы были закрыты, употребление болгарского языка стало обязательным. Имена городов и сёл были заменены на болгарские. Население отказывающееся признавать себя болгарами было обложено тяжёлыми налогами. Болгарская зона приобрела печальную славу самой кровавой в оккупированной Греции. Размах зверств и террора болгарских оккупантов был таким, что наблюдался беспрецедентный исход греческого населения Восточной Македонии и Фракии из болгарской зоны оккупации в немецкую. Эти события получили отражение в романе «Эксодос» (Исход) греческого писателя Илиаса Венезиса.
Создавшаяся обстановка не оставила безучастными греческих коммунистов. В документах Греческого Сопротивления речь идёт о «свящённой ненависти греческого народа против болгарских захватчиков».
Инициированное греческими коммунистами Драмское восстание было потоплено в крови.
Впечатлённый масштабами болгарских зверств, боец 4-й группы Андреас Мусалимас (Andrew S. Mousalimas) в своей книге (Greek/American Operational Group Office of Strategic Services (OSS) Memoirs of World War 2) посвящает этим событиям целую главу.
5 сентября 1944 года Красная Армия, не встречая сопротивления, вступила на территорию Болгарии. 9 сентября радиостанция Софии объявила о создании правительства «Отечественного фронта». Однако новое болгарское правительство не торопилось дать приказ о выводе болгарских войск из оккупированных ими регионов Греции, а также игнорировало заявления греческих граждан, касавшихся участия болгарских военных в актах насилия над населением.
Это вызвало недоумение и негативную реакцию у руководителей компартии Греции.
В отличие от остальной Греции, где в сентябре 1944 года начался вывод германских войск, преследуемых частями ЭЛАС, в Восточной Македонии и Фракии возникла, как минимум, «странная ситуация». Болгария была одной из трёх стран оккупантов Греции. Но болгарские части, за одну ночь перекрасившиеся из оккупационных в «союзные», задерживали свой отход, странным образом ожидая, что CCCP оставит им контроль греческих территорий, предоставленных болгарам до того Гитлеровской Германией.
Командование ЭЛАС приняло решение силой выдворить болгар из Восточной Македонии и Фракии и стало готовиться к широкомасштабной военной операции против болгарской армии:740.
Но перед началом операции КПГ направило в Софию члена ЦК КПГ, Г. Эритриадиса, который 20 сентября встретился с маршалом Толбухиным. Эритриадис информировал Толбухина о том, что ЭЛАС не потерпит дальнейшего пребывание оккупационных болгарских войск на греческой территории, независимо от перемен в Болгарии, и намерен предпринять наступление против болгар, даже до освобождения Афин, что, по заявлению Эритриадиса, было бы «манной небесной» для Черчилля. Связавшись со своим руководством, 10 октября Толбухин приказал болгарским войскам покинуть греческую территорию.
ЭЛАС дал возможность беспрепятственно уйти болгарским частям. Но болгары, повинные в зверствах, были осуждены чрезвычайными трибуналами и расстреляны в местах содеянных ими зверств, в особенности в регионе Драма:740.

### Болгарский эпизод 4-й группы
В новых военно-политических условиях 4-я группа подошла к городу Драма и сделала своей базой недостроенную больницу в пригороде города.
Между тем противостояние между болгарами и ЭАМ-ЭЛАС достигло апогея, и греко-американская группа оказалась между ними. Болгары не верили, что солдаты группы были американцами и потребовали у капитана Эйхлера (Eichler) подтверждений (верительных документов). Эйхлер отказался вести с ними переговоры, и болгары пригрозили «взять закон в свои руки». Британский майор Kit Kat связался с болгарскими властями. Полковник Радов пригласил британского майора в свой офис, чтобы обсудить вопрос, «где разрешение миссии находиться в Драме и где верительные документы американцев». Радов затем заявил, что если в течение часа не будут представлены доказательства, он «возьмёт закон в свои руки». Британский майор вернулся в расположение греко-американцев и проинформировал капитана Эйхлера о переговорах с болгарами.
Греко-американцы заняли оборонную позицию, ожидая, когда Радов начнёт претворять свои угрозы. Их было только 26, плюс 3 англичанина, в то время как болгары окружили их своими войсками и артиллерией. Майор Kit Kat немедленно связался с вышестоящим офицером, который встретился с Радовым и заявил ему, что присутствие американцев на греческой территории — это вопрос, касающийся греков, но никак не болгар. Группа получила приказ защитить миссию в случае атаки, что выглядело невероятным, учитывая то, что в Драме располагались тысячи болгарских солдат, в то время как группа располагала только своими винтовками, парой автоматов Browning, одним лёгким пулемётом и одним гранатомётом.
Вмешался греческий ЭАМ, что вынудило болгар отступить. Единственными выстрелами, произведенными осаждённой группой, были выстрелы против немецкого Messerschmitt, подлетевшего на близкое расстояние к расположению группы.
Болгары ушли из Македони и Фракии после приказа Толбухина. Однако исследовательница Константина Вассалу, основываясь на этом эпизоде, заявляет, что командование советской армии в Болгарии имело приказ изгнать как американскую, так и британскую миссию из региона, не уточняя если речь идёт о болгарской территории или территории Греции, оккупированной болгарами:65.
16 октября в Драму прибыл британский полковник Keoun Boyd со своей группой. Прибыли также греческие власти, представлявшие как временное правительство, так и ЭЛАС.

## Англо-американские трения
Первые совместные операции про-коммунистического ЭАМ и OSS были произведены в Центральной Греции и Македонии:67.
Англичане были озадачены последствиями непосредственно контакта персонала OSS греческого происхождения с греческими прокоммунистическими партизанами.
Они запросили, чтобы греко-американцы не вступали в прямой контакт с партизанами, включая даже членов Секретной Службы Информации.
Запрос был отклонен американской стороной.

Как свидетельствует член 4-й операционной группы OSS, который действовал в регионе Драма, Восточной Македонии, вышестоящие англичане приказали солдатам группы не разговаривать на греческом с партизанами и населением. 

«Мы знали что это смешно и позорно, но как молодые и послушные солдаты следовали приказам, хотя в некоторых случаях забывались и говорили на греческом»

.
В июле 1944 года англичане впервые потребовали удалить персонал OSS из Греции. Директор OSS, Донован, отказался, объясняя государственному секретарю Корделлу Халлу, что их уход разломит службу информации США и поставит их в «ложную позицию одобрения политических решений Британии». Британский посол Reginald Leeper напрямую обвинил OSS, что она стояла за негативной критикой британской политики вГреции и что OSS пытался создать левую коалицию:67. После чего, Черчилль лично пожаловался Рузвельту, высказывая своё недовольство о действиях Донована в Египте, Греции и Югославии. Поводом послужила статья, получившая большую огласку, в которой британская цензура обвинялась в том, что скрывала от общественного мнения действительные данные о оккупированной Греции. Статья высказывала подозрения, что Черчилль был намерен удержать после войны Додеканес и Крит, чтобы сделать их британскими базами:68.
Согласно дипломатической информации вне цензуры, в этот период 60 % личного состава греческого ВМФ и 25 % греческой армии на Ближнем Востоке были интернированы в английские концлагеря. Это было результатом подавления восстания греческих частей на Ближнем Востоке, не желавших принять участие после освобождения страны в запланированных англичанами военных действий против прокоммунистических партизан.
Черчилль, уверенный в том, что за этой статьёй находится OSS, среагировал сурово и угрожая Доновану требовал, чтобы тот «контролировал своих подчинённых, иначе вопрос будет решён на правительственном уровне»:68.
Проблемы создавали англичанам и прямая радиосвязь между американской секретной службой и правительством гор греческих партизан (ПЕЕА). Это позволило Софоклу Венизелосу связаться с ПЕЕА и запросить немедленного прибытия её делегации в Каир, обойдя премьер-министра Папандреу. Американцы отметили, что англичане отказались произвести эту воздушную перевозку, ссылаясь на отсутствие персонала.
Англичане были уверены что OSS помогал Венизелосу в установлении коалиции про-коммунистического ЭАМ и Венизелоса, которая бы заменила правительство национального единства, сформированное Липером с большим трудом на Ближнем Востоке. Кроме этого, англичане опасались что ПЕЕА, следуя примеру югославских партизан может провозгласить себя законным правительством Греции:68.
Однако OSS отмечало, что в отличие от югославского случая ПЕЕА сохранял контакт с эмиграционным греческим правительством:69.
Несмотря на британские обвинения, что OSS принимает сторону ЭАМ, оценки в службе информации США были различными от британских — ЭАМ справедливо заслужил у американцев симпатии и уважение. Костас Куварас, греко-американский связной в Правительстве гор, оценивал что ЭАМ не является настолько коммунистическим как армия Тито или албанские партизаны.
Сам ЭАМ и в частности компартия Греции не готовили своих членов к тому что коммунизм будет господствовать в результате войны, а что он утвердится после эволюционного и парламентского процесса.
20 июля 1944 года центральный офис OSS телеграфировал в британское Управление специальных операций (SOE), что если английское правительство решит прекратить оказывать поддержку ЭАМ-ЭЛАС и отзовёт миссии SOE из Греции, тогда OSS сохранит независимую сеть и будет свободно использовать персонал операционных групп OSS, которые до того действовали в регионе под командованием британского SOE:69.

## К отзыву Греческих операционных групп
К концу оккупации Греции напряженные отношения между ЭАМ-ЭЛАС и британской военной миссией стали очевидными. Поскольку англичане сохраняли за собой контроль за деятельностью операционных групп OSS в Греции, между ними наблюдалась атмосфера острого антагонизма. Британская служба информации высказывала своё убеждение, что OSS «становилось всё более ущербной». В Каире OSS ограничивалась в распространении «самых детских и лживых политических сплетен», в то время как «в Греции давала оружие ЭЛАС». Разлад был очевиден, поскольку у англичан были конкретные политические цели, которые они преследовали с упорством часть в ущерб военным целям, что вызывало разногласия между англичанами и американцами касательно Греции а в начале оккупации и между SOE и FO:65.
Греко-американские операционные группы ОСС были отозваны в ноябре 1944 года в Италию.

### Возвращение 4-й группы
Группа 4 была последней покинувшей Грецию, 20 ноября 1944 года. Группа вылетела с временного аэродрома Драмы на американском C-47 и приземлилась на аэродроме Татой недалеко от Афин. Британские офицеры и офицеры OSS отвечающие за операции в Афинах, приказали греко-американским солдатам не высаживаться из самолёта. Капитан Robert Houlihan, который был в составе группы, решительно требовал чтоб его людям было дозволено посетить Афины, полагая, что это повысит моральный дух Греческой операционной группы и, в особенности, греческого народа, который бы обнаружил что греко-американцы воевали в Греции.
Его аргументы не были приняты.
Назревало военное противостояние англичан против ЭЛАС и поскольку американцы здесь были под британским командованием, была большая вероятность, что им могли приказать принять участие в боях против тех же греческих партизан, с которыми они воевали бок о бок против общего врага в горах Македонии.
Группа улетела в Бари, Италия, где шесть греко-американских операционных групп соединились вновь.

## Расформирование
В августе 1944 года в Италии был создан 2671-й Специальный разведывательный батальон американской армии (2671st Special Reconnaissance Battalion) со штабом в городе Казерта. Батальон был разделён на 3 роты, каждый из которых предназначался для действий в конкретных операционных регионах : Рота A, Италия; Рота B, Франция; Рота C, Балканы.
Отозванные в Италию Греческие операционные группы в организационном плане уже числились в роте С этого разведывательного батальона, куда они и были отправлены.
Греческое происхождение добровольцев первоначально было преимуществом, но в этой фазе становилось помехой в чувствительных американо-британских отношениях и их группы были расформированы в срочном порядке.
Многие из добровольцев были демобилизованы другие продолжили свою деятельность в операциях в Югославии, Китае, Италии, Франции и Германии.
Отмечено участие 15 диверсантов из греческих групп в составе французской операционной группы в Китае. В операциях в Китае приняли участие 5 греко-американцев из югославской операционной группы.
Впоследствии OSS был распущен и на его месте был создан ЦРУ:70. Многие греко-американцы продолжили свою службу там, в качестве агентов.
Однако Константина Вассалу не находит подтверждений их использования в Гражданской войне в Греции (1946—1949).
Они были использованы на Балтике, в Азии, но не в Греции и даже не на Балканах:71.
На протяжении 1944 года военные цели диктовали американцам развитие и деятельность маленьких операционных групп OSS в оккупированных регионах. Одновременно американцы оставались в роли наблюдателя и через свои секретные службы детально отмечали внутренние политическое противостояние, которое в сочетании с британскими целями, вели политическую жизнь Греции к тупику и в конечном итоге к гражданской войне.
Американский дипломатический механизм оставался в состоянии официального нейтралитета в греко-британских отношениях, тесно наблюдая за развитием событий в Греции, давая детальные рапорты которые подтверждают американский интерес к региону.
Начало Гражданской войны в Греции в 1946 году вынудило англичан негласно признать что решение этого вопроса им не под силу.
Британская политика в регионе зашла в тупик и в начале 1947 года был официально запрошен вклад США который приведёт к планированию и внедрению антикоммунистического Доктрины Трумэна, закрепив вступление Греции в зону влиянию США:71.
Американская позиция выражалась следующим заявлением в 1947 году: «Греция единственная страна на Балканах вне советского господства. Если Греция падёт, советское давление на Турцию будет непобедимым. Если и Греция и Турция падут, тогда Восточное Средиземноморье, со всем его запасами нефти, станет недосягаемым для демократий»:71.
Только когда в рамках холодной войны стало очевидным (согласно американским оценкам), что Восточное Средиземноморье находится перед советской угрозой и получив зелёный свет от англичан, только тогда США ввязались во внутреннюю политическую сцену Греции под руководством теперь президента Трумэна:71.

## Под грифом «совершенно секретно»
В силу того что Греческие операционные группы находились в ведомстве OSS, переросшего затем в ЦРУ, их деятельность в Греции несколько десятилетий оставалась под завесой секретности:61.
Документы о деятельности Операционных групп оставались засекреченными ЦРУ до 1988 года и увидели впервые свет в 1993 году, по инициативе бывших ветеранов этих групп и членов их семей.
Остававшиеся в живых ветераны высказывали свою горечь в том что их деятельность в годы войны оставалась неизвестной как в США так и в Греции.

## Эффективность Греческих операционных групп
Андреас Мусалимас (Andrew S. Mousalimas) в своей книге (Greek/American Operational Group Office of Strategic Services (OSS) Memoirs of World War 2) приводит впечатляющие цифры о результатах деятельности Греческих операционных групп, взятые из архивов ЦРУ.
Согласно этим данным, Греческие операционные группы убили или ранили до 2 тысяч вражеских солдат, потеряв при этом только 3 человек убитыми и 23 раненных. При этом, они:
- атаковали 14 железнодорожных составов, уничтожив 11 локомотивов и 32 вагона.
- атаковали 5 автомобильных колонн, уничтожив 61 грузовиков
- уничтожили 15 мостов и 9 км железнодорожных линий.

В какой мере это результаты самостоятельных действий Греческих операционных групп или это результаты их участия в операциях партизан ЭЛАС — это вопрос перекрестной сверки дат, мест и результатов операций в рапортах ЭЛАС и Греческих операционных групп.

## Память
Через 6 десятилетий, в 2005 году греческое государство воздвигло память солдатам Греческих операционных групп в Парке армии в Афинах.
На открытии памятника, работы греко-американского скульптора Андреаса Саффаса (Andrew G. Saffas), кроме руководства министерства обороны Греции, присутствовали некоторые из остававшихся в живых ветеранов Операционных групп.
Департамент истории греческой армии издал в том же году книгу генерала К. Коркаса Греко-американские добровольцы в Национальном Сопротивлении. В 2008 году Греческая операционная группа II, была отмечена на церемонии Федерации греческих обществ в Нью-Йорке.
Через много лет после войны, капитан Джонн Яннарис представил к награде своих подчинённых. Министерство обороны США приняло решение наградить каждого из участников этой группы медалью Бронзовая звезда и начало поиск остававшихся в живых участников группы или их родственников.
Но в живых оставался только один. Медаль Алекосу Оркуласу была вручена капитаном Яннарисом.
Джон Яннарис дал согласие на документальную экранизацию его книги «Яннис» (так на греческом звучит его имя), поставив условие Голливуду, что фильм будет сниматься только в Греции.
Организация Hellenic American Veterans Memorial инициировала сбор средств для сооружения в США памятника Греческим операционным группам, именуя их предтечей Зелёных беретов.